# Monarquia composta

Escudo de Armas de Carlos I de Habsburgo que mostra os Estados que formavam a sua monarquia composta. As armas de Carlos I juntam-se às de Castela, Leão, Aragão, Duas Sicílias e Granada, presentes no escudo anterior dos Reis Católicos, as da Áustria (de goles e uma faixa de prata), Borgonha antigo (bandado de ouro e de azul com bordadura de goles) Borgonha moderno (de azul, semeado de flores de lis de ouro e bordadura composta, cantonada de prata e goles), Brabante (de sable e um leão de ouro, coroado do mesmo, linguado e armado de goles), Flandres (de ouro e um leão de sable, linguado e armado de goles) e Tirol (partido de prata e uma águia de goles, coroada, picada e membrada de ouro, carregado o peito de um crescente trevado do mesmo). Carlos I incorpora também as colunas de Hércules com o lema “Plus Ultra”, em representação do Império ultramarino, e rodeia o escudo com o colar do Tosão de Ouro, como soberano da dita Ordem. Ao ser coroado Sacro Imperador em 1519, timbra o escudo com a Coroa Imperial e anexa a águia bicéfala do Sacro Império Romano-Germânico. A partir de 1520 acrescenta ao quartel correspondente a Aragão e Sicília, outro no que se incorporam as armas de Jerusalém, Nápoles e Navarra.

Brasão de Armas do Império Austro-Húngaro, com a representação dos Brasões dos Reinos e territórios integrantes da Monarquia de Habsburgo na versão de 1867: Reino da Hungria, Reino da Galícia e Lodoméria, Arquiducado da Baixa Áustria, Ducado de Salzburgo, Ducado da Estíria, Ducado do Tirol, Ducado da Caríntia, Ducado da Carniola, Margraviato da Morávia, Ducado da Alta Silésia e Ducado da Baixa Silésia conhecidos em conjunto como (Silésia Austríaca), Grão Principado da Transilvânia, Reino de Ilíria e Reino de Boêmia.

A Monarquia Composta (ou Estado Composto), (ou de «dominium politicum et presenteie» em latim), é uma categoria histórica, introduzida por J. H. Elliott, que descreve os primeiros Estados modernos consistindo de vários países sob um governante, que rege os seus territórios como se fossem reinos separados, em conformidade com as tradições locais e estruturas jurídicas. O Estado Composto era o típico em início da Idade Moderna. H. G. Koenigsberger considera que Estados compostos se dividem em duas classes: aqueles que, como o Império espanhol, consistiam em países separados por qualquer outros Estados, ou pelo mar e aqueles, como a Comunidade Polaco-Lituana, que eram contíguas.
O termo utilizado pela historiografia para designar a maior parte das Monarquias europeias da Idade Moderna, especialmente as dos séculos XVI e XVII, caracterizadas pelo fato de constituir um conjunto de "Reinos, Estados e Senhorios", como se dizia na Monarquia Católica, sob um mesmo monarca mas mantendo sua identidade institucional e legal. O tratadista político castelhano do século XVII Juan de Solórzano Pereira definiu-as como aquelas Monarquias integradas por diversos Reinos e Estados unidos baixo a fórmula aeque principaliter («união diferenciada»), o que significava que «os Reinos se têm de reger, e governar como se o Rei que os tem juntos, o fosse somente da cada um de eles».
Um exemplo medieval de uma monarquia composta foi o Império Angevino. Os teóricos do século XVI acreditavam que a "conformidade" (semelhança na língua e costumes) foi importante para o sucesso de um estado composto. Francesco Guicciardini elogiou a aquisição do Reino de Navarra pelo Rei de Aragão em 1512 por causa de sua conformità. No entanto, as diferenças podem ser persistentes. Navarra manteve suas próprias leis e costumes separados do resto da Espanha até 1841. Na França, um estado muito mais unificado do que a Espanha no início do período moderno, o estado foi dividido em diferentes regimes tributários consuetudinários, o pays d'élection e o pays d'état. Isso foi abolido durante a Revolução de 1789.
O jurista espanhol do século XVII Juan de Solórzano Pereira identificou o Estado Composto como um cujos componentes foram aeque principaliter (igualmente importante), em oposição a uma União de "acessória", em que um território recém-adquirido foi subsumido sob as leis de um já existente, como quando a Nova Espanha foi incorporada à Coroa de Castela, ou quando o Principado de Gales juntou-se ao Reino da Inglaterra.

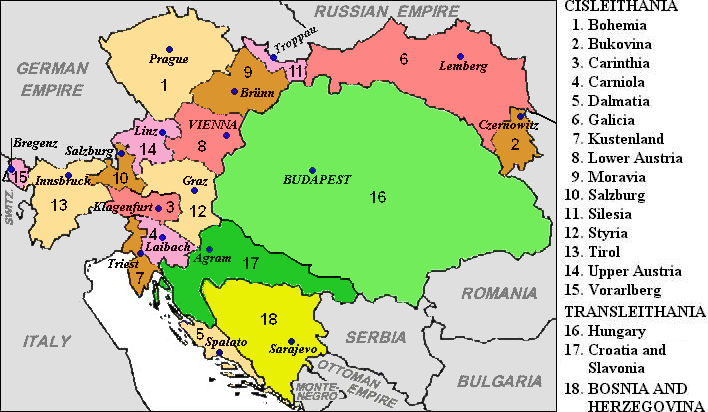
Mapa dos Reinos e Territórios da Áustria-Hungria

Bandeira do Reino da Escócia.

Bandeira do Reino da Inglaterra.

Bandeira da Grã-Bretanha.

Composição histórica da Bandeira do Reino Unido

## A definição do termo
Ao que parece o primeiro historiador em utilizar a fórmula «Estado composto» (composite state) para referir às Monarquias dos dois primeiros séculos da Idade Moderna foi Helmut G. Koenigsberger em 1975 em sua lição de inauguração da cátedra de história no King's College de Londres titulada «Dominium presenteie or Dominium politicum et presenteie». Nela afirmou. segundo o historiador John H. Elliott, que "a maioria dos Estados do período moderno foram estados compostos [ou de Dominium politicum et presenteie], os quais incluíam mais de um país baixo o domínio de um único soberano", e a seguir classificou estes Estados em duas categorias: 
- os Estados compostos separados entre si por outros Estados ou pelo mar, como a Monarquia dos Habsburgo espanhóis, a Monarquia dos Hohenzollern de Brandenburgo-Prússia, ou a Coroa Inglesa com sua domino sobre Irlanda;
- os Estados compostos contínuos como Inglaterra e Gales, Piamonte e Saboia ou Polônia e Lituânia(na República das Duas Nações). Entre estes últimos Elliott acrescenta a França dos Valois e dos Bourbons com seu "mosaico" de pays d'élections e pays d'états —como se pôde comprovar na união do Principado de Béarn à França em 1620 sob Luis XIII—.[6]

Depois utilizou-se mais o termo Monarquia Composta que o de «Estado Composto» proposto por Koenigsberger, ainda que alguns historiadores preferem utilizar suas próprias categorias como a de «Reinos múltiplos» (multiple kingdoms) ou inclusive o de «Conglomerado Dinástico» (dynastic agglomerate).
O historiador Xavier Torres destaca duas características das Monarquias Compostas.
- A primeira, que eram o resultado de "um processo de agregação de títulos e territórios, por uma via ou outra (conquista e anexação, casamentos e sucessões) bastante aleatória", como no caso da Monarquia Católica dos Áustrias.[nota 1]
- A segunda, que incluíam uma multiplicidade de entidades políticas "que tinham ou podiam ter, a cada uma, não só uma língua ou uma idiossincrasia, senão, e acima de tudo, umas instituições próprias e representativas, umas leis exclusivas, e um regime fiscal igualmente específico", o que implicava que o Rei —ou o Imperador— para governar precisava a cooperação e o entendimento com as elites da cada Reino ou "província", "o que costumava implicar o reconhecimento correspondente das mordomias ou as liberdades locais, como também se chamava então às leis exclusivas de um determinado território". Seu fundamento político era, pois, o pactismo ou constitucionalismo antigo.[7]

A realidade das monarquias compostas não passou desapercebida aos contemporâneos ainda que não as designassem assim. O principal tratadista sobre esta questão foi o jurista castelhano do século XVII Juan de Solórzano Pereira que afirmou que tinha duas maneiras de se unir um novo território aos Domínios de um Rei.
1. A primeira era a união «acessória», segundo a qual o novo reino ou província ficava submetido às mesmas instituições e leis da entidade política na que se integrava —foi o caso das Índias que foram incorporadas juridicamente à Coroa de Castela ou o de Gales unido a Inglaterra em 1536-1543.
2. A segunda forma de união, que corresponderia ao que na atualidade se chamam Monarquias Compostas, seria conhecida como aeque principaliter', que segundo o historiador John H. Elliott, significava que "os reinos constituintes continuavam após sua união sendo tratados como entidades diferentes, de maneira que conservavam suas próprias leis, foros e mordomias. [...] Em todos estes territórios se esperava que o rei, e de fato se lhe impunha como obrigação, que mantivesse o status e identidade distintivos da cada um deles".

As vantagens que tinha a fórmula aeque principaliter ou monarquia composta já foi advertida a princípios do século XVI por Nicolau Maquiavel no livro O Príncipe  quando aconselhava deixar aos Estados conquistados «viver com suas leis, lhes exigindo um tributo e instaurando um regime oligárquico que vo-los conserve unidos». Desta forma, aponta Elliot, "ao garantir a sobrevivência das instituições e leis tradicionais, [a união a] fazia mais leve aos habitantes... [e permitia] reconciliar às elites com a mudança de senhores". E por outro lado "a manutenção de um exército de ocupação era não só um assunto caro, como descobriram em Irlanda os ingleses, sinão que ademais podia ir na contramão da mesma política de integração que tratava de seguir a Coroa, como se deram conta os austríacos para finais do século XVII com suas tentativas de pôr  a Hungria baixo o controle real".
Por sua mesma estrutura, a viabilidade em longo prazo das monarquias compostas dependia do grau de colaboração que obtivessem os monarcas das elites "provinciais". Como tem assinalado Elliott, "as Monarquias Compostas estavam construídas sobre um contrato mútuo entre a Coroa e a classe dirigente de suas diferentes províncias, que conferia inclusive às uniões mais artificiais e arbitrárias uma certa estabilidade e resistência. Se a partir deste ponto o Monarca fomentava, especialmente entre a alta nobreza de seus diferentes Reinos, um sentimento de lealdade pessoal à dinastia, que superasse as fronteiras provinciais, as probabilidades de estabilidade aumentavam ainda mais. Isto era que algo que Carlos V tentou conseguir quando abriu as portas à Ordem de Borgonha do Tosão de Ouro aos aristocratas dos diversos Reinos de sua Monarquia Composta".
Teóricos do século XVII como Giovanni Botero, Tommaso Campanella e Baltasar Álamos de Barrientos se ocuparam de como conservar uma monarquia composta e fizeram muitas propostas como a de fomentar os casamentos mistos entre a nobreza do Estado que constituía o núcleo central da monarquia —Castela para a Monarquia Hispânica, Inglaterra para Grã-Bretanha— com as nobrezas dos outros Estados "periféricos" ou a distribuição equitativa dos cargos entre elas, o que faria possível «se familiariza uns com os outros», como afirmou Campanella em seu livro De monarchia hispanica discursus, uma ideia que seria recolhida pelo Conde-Duque de Olivares em seu projeto de União de Armas; um de cujos fins era acabar com a «sequedad e separacíon de corazones».
O início da Guerra dos Trinta Anos e a depressão econômica do século XVII que atingiu a boa parte de Europa, fizeram que os governantes das monarquias compostas se propusessem atingir uma maior coesão e uniformidade, porque consideravam que a diversidade inerente a este tipo de Monarquia era um obstáculo para um governo eficaz, num momento em que era necessário mobilizar ao máximo os recursos e aumentar os rendimentos da Fazenda Real para fazer frente à guerra. Por exemplo, os conselheiros de Luís XIII de França fizeram questão de aplicar o sistema dos pays d'élections —onde a autoridade do Monarca era muito ampla— aos pays d'états —onde estava limitada pelas leis e instituições próprias. Nesse contexto situa-se o projeto de Olivares resumido em seu brocardo Multa Regna, sejam uma lex, «Muitos Reinos, mas uma lei». Pára Olivares, "a diversidade legal e institucional dos Reinos da Monarquia Hispânica representava um impedimento intolerável para seus planos de potenciar ao máximo os recursos e conseguir a cooperação militar entre aqueles que era essencial para a sobrevivência".
Um dos exemplos mais completos de monarquia composta foi a Monarquia Hispânica que nasceu em 1479 da União Dinástica da Coroa de Castela e da Coroa de Aragão pelo casal de seus respectivos soberanos Isabel I de Castela e Fernando II de Aragão, conhecidos como os Reis Católicos. Desde então a Monarquia Hispânica ou Monarquia Católica, foi agregando diversos "Reinos, Estados e Senhorios" em Europa e em América até converter-se baixo os Reis da Casa de Áustria na Monarquia mais poderosa de seu tempo. Em 1580 Felipe II incorporou à Monarquia o Reino de Portugal, com o que toda Espanha —numa das acepões que adquiria este termo então, ainda que era também comum, desde os Reis Católicos, a  Como advertiu Francisco de Quevedo em Espanha defendida, obra publicada em 1609, «propriamente Espanha se compõe de três coroas: de Castela, Aragão e Portugal».

## História

### A transformação das monarquias compostas
A monarquia composta que atingiu maior grau de coesão e uniformidade na segunda metade do século XVII foi a de Luís XIV quem o conseguiu mediante o hábil uso do patrocínio sobre as elites das diversas "províncias", que esteve acompanhado de um processo de afrancesamiento político e cultural, como escreveu em suas memórias: «Com o fim de afianssar minhas conquistas com uma união mais estreita a meus territórios já existentes, tentei estabelecer nelas os costumes franceses». O relativo sucesso atingido pela Monarquia da França pressionou a seus rivais na luta pela hegemonia européia, todas monarquias compostas, para aumentar seu grau de unificação. O primeiro em tentar foi o Imperador Leopoldo I de Áustria que quando reconquistou o reino da Hungria ao Império Otomano — outra monarquia composta — o tratou como a um Reino conquistado, mas a nobreza húngara se opôs à exclusão das "liberdades" húngaras, o que culminou na rebelião de Rákóczi em 1703-1711.
A princípios do século XVIII, mais concretamente entre 1707 e 1716, as três principais monarquias compostas européias reorganizaram-se num sentido mais unitário seguindo modelos muito diferentes —que vieram determinados pela correlação de forças internas e por sua situação internacional—:
- A Monarquia Britânica: em 1707 o parlamento do Reino da Inglaterra e o parlamento do Reino da Escócia — estados que havia mais de cem anos estavam unidos dinasticamente porque compartilhavam um mesmo soberano — lembraram o Ata de União pelo que se constituía o Reino da Grã-Bretanha mediante a integração do Parlamento Escocês de Edimburgo ao Inglês de Londres, mas conservando Escócia grande parte de suas leis e instituições e sua identidade religiosa, ao mesmo tempo que se tomavam medidas para fomentar a união econômica entre os dois países. A Irlanda, pelo contrário, não teve a oportunidade de integrar-se na União e seguiu com sua condição de Reino conquistado.
- O Império dos Habsburgo: em 1711 atingiu-se um acordo na Paz de Szatmar que pôs fim à rebelião de Rákóczi, segundo o qual se garantiam a diversidade religiosa e as constituições húngaras, a mudança do reconhecimento dos Habsburgos como seus soberanos. Como tem assinalado John Elliot, "ficava assim aberto o caminho para a Monarquia Dual".
- A Monarquia Hispânica: a rebelião austracista dos Estados da Coroa de Aragão contra o novo Rei Bourbon Felipe V deu-lhe a oportunidade de abolir suas leis e instituições próprias mediante os Decretos de Nova Planta uma vez submetidos a sua autoridade. "A solução mais integracionista das três Coroasfoi a adotada por Madri. Sua vitória sobre os rebeldes de Aragão, Valência e Catalunha tinha-lhe dado carta branca", afirma John Elliot.

## Outros Estados Compostos

### Inglaterra, Escócia e Gales
O moderno e precoce Reino Unido (Inglaterra e País de Gales e mais tarde incluindo Escócia) incluiu um acessória União e União ' aeque principali '. A União entre Inglaterra e País de Gales foi uma União acessória como Inglês regras e leis foram concedidas ao país de Gales em atos de União de 1536 e 1543. Em contraste a União entre Inglaterra e Escócia envolveu a preservação das instituições costumes e tradições jurídicas peculiares à Escócia. Na Escócia, por exemplo, Igreja da Escócia (Igreja Presbiteriana) foi preservada, enquanto nenhuma igreja separada do país de Gales permaneceu. Inglaterra e país de Gales integrada, enquanto a Escócia manteve muitas das suas únicas instituições e tradições, por exemplo escocês lei.

### Império Otomano
Remanescentes do Império Bizantino na Europa Oriental foram Unidos sob o sultão otomano Maomé II, o Conquistador por 1453, e o Império incorporou uma vasta coleção de territórios em torno do Mediterrâneo. O sultão otomano tinha conseguido "sobreposição" Império Bizantino com o domínio otomano. Goffman D. Terras otomanas continham uma grande variedade de tradições culturais jurídicas e religiosas.
Os otomanos mantiveram um Império aeque principal onde os costumes locais e práticas tradicionais foram respeitadas. Em muitos casos, os otomanos permitiram  aos povos dominados como cristãos de várias denominações e os judeus terem suas próprias comunidades com suas próprias leis e seus costumes eram praticados como parte integrante de todo o Otomano; que muitas vezes incluía códigos legais separados para cada território que incluía a retenção de muitas tradições e costumes locais. Goffman D. Esta abordagem é um pouco semelhante as abordagens de outras monarquias compostas, exceto que os territórios otomanos incluíram uma população muito mais diversificada. A diversidade do Império refletiu-se também na classe dirigente Otomano. Ao contrário dos exemplos europeus mais ocidentais, a classe dirigente Otomana incluía uma grande variedade de povos e tradições culturais. Entrada para a classe dirigente Otomana não era exclusivamente por nascimento, mas muitas outras tradições culturais e linguísticas foram incluídas. Goffman D.